# كوري سميث
كوري سميث (31 يناير 1991 في المملكة المتحدة - ) (بالإنجليزية: Korey Smith)‏ هو لاعب كرة قدم بريطاني في مركز الوسط. لعب مع أولدهام أثلتيك ونادي بارنسلي ونادي بريستول سيتي ونورويتش سيتي ويوفل تاون.

## وصلات خارجية
- كوري سميث على موقع قاعدة بيانات كرة القدم.إي يو (الإنجليزية)
- كوري سميث على موقع Soccerbase.com (لاعب) (الإنجليزية)
- كوري سميث على موقع Soccerway.com (الإنجليزية)